# Tranent
Tranent ist eine Stadt in der schottischen Council Area East Lothian. Sie liegt etwa elf Kilometer westlich von Haddington und 15 Kilometer östlich des Zentrums von Edinburgh. Im Jahre 2011 zählte Tranent 11.642 Einwohner.

## Geschichte
Tranent entwickelte sich mit dem Kohlebergbau, der an diesem Ort seit dem frühen 13. Jahrhundert betrieben wird. In der Umgebung sind oberflächennahe Kohlevorkommen in bis zu über zwei Meter mächtigen Flözen zu finden. 1722 wurde zur Beförderung erstmals eine Pferde-Feldbahn (Waggonway Tranent–Cockenzie) in Betrieb genommen.
Während des Zweiten Jakobitenaufstandes kam es teilweise auf dem Gebiet von Tranent zur Schlacht bei Prestonpans. Prestonpans selbst liegt lediglich etwa einen Kilometer nördlich. Im Jahre 1797 wurden mit dem Militia Act Rekrutierungsquoten eingeführt. Mit dem Massaker von Tranent folgte daraufhin ein blutiges Zusammentreffen von militärischen Einheiten mit einer Gruppe von Verweigerern.
Mit der Whiskybrennerei St. Clement’s Wells war Tranent Standort einer frühen Brennerei. Sie wurde von George Milne im Jahre 1786 gegründet und bis 1833 betrieben.

## Verkehr
Die A1, die Edinburgh mit Newcastle verbindet, verläuft direkt nördlich von Tranent. Der nächstgelegene Bahnhof befindet sich in Prestonpans. Er wird von der First ScotRail auf der North Berwick Line regelmäßig bedient.